# Гальчук Оксана Василівна
Гальчук (Ракіцька) Оксана Василівна (нар. 5 березня 1967 року, с. Рожнів, Косівський район, Івано-Франківська область) — доктор філологічних наук, доцент, професор кафедри світової літератури Київського університету імені Бориса Грінченка.

## Життєпис
Гальчук Оксана Василівна народилася 5 березня 1967 р. у с. Рожнів, Косівського району, Івано — Франківської області.
Навчалася у Вижницькій середній школі № 1. У 1989 році закінчила Чернівецький державний університет імені Юрія Федьковича; спеціальність — «українська мова і література».
Працювала вчителем української мови і літератури в Миколаївській середній школі № 13 (1989—1992) і викладачем Миколаївського державного педагогічного інституту (1989—1995).
З 1995 до 1998 р. навчалась в аспірантурі Національного педагогічного університету імені М. П. Драгоманова. У 1998 р. захистила кандидатську дисертацію «Античні традиції у творчості Миколи Зерова» (наук. керівник — проф. Хропко П. П.).
З 1998 по 2010 рр. викладала зарубіжну літературу в Київському славістичному університеті. З 2010 р. перебувала в докторантурі на кафедрі теорії літератури, компаративістики і літературної творчості Інституту філології Київського національного університету імені Тараса Шевченка. У 2014 р. захистила докторську дисертацію «Художня трансформація античності в українській поезії 1920-1930-х років: типологічні моделі» (науковий консультант — професор Ткаченко А. О.). З 2013 по 2014 рр. працювала директором Всеукраїнського центру шевченкознавства Інституту філології Київського національного університету імені Тараса Шевченка. З вересня 2014 року — професор кафедри світової літератури Гуманітарного інституту Київського університету імені Бориса Грінченка.

## Наукова діяльність
Автор більше 90 публікацій, у тому числі монографії «…Не минає міт!»: античний текст у поетичному просторі українського модернізму 1920-1930-х років", 2 навчальних посібників («Микола Зеров і античність», «Антична література»). Один із авторів «Історії зарубіжної літератури ХХ століття» (за ред. В. І. Кузьменка).
Коло наукових інтересів: історія української літератури; світовий контекст української літератури; історія зарубіжної літератури.

## Особисте життя
Чоловік — Гальчук Іван Юхимович (1960—2015), український мовознавець, акцентолог.

## Нагороди
Нагороджена Почесною грамотою міського Голови.